# Spalona (powiat kłodzki)

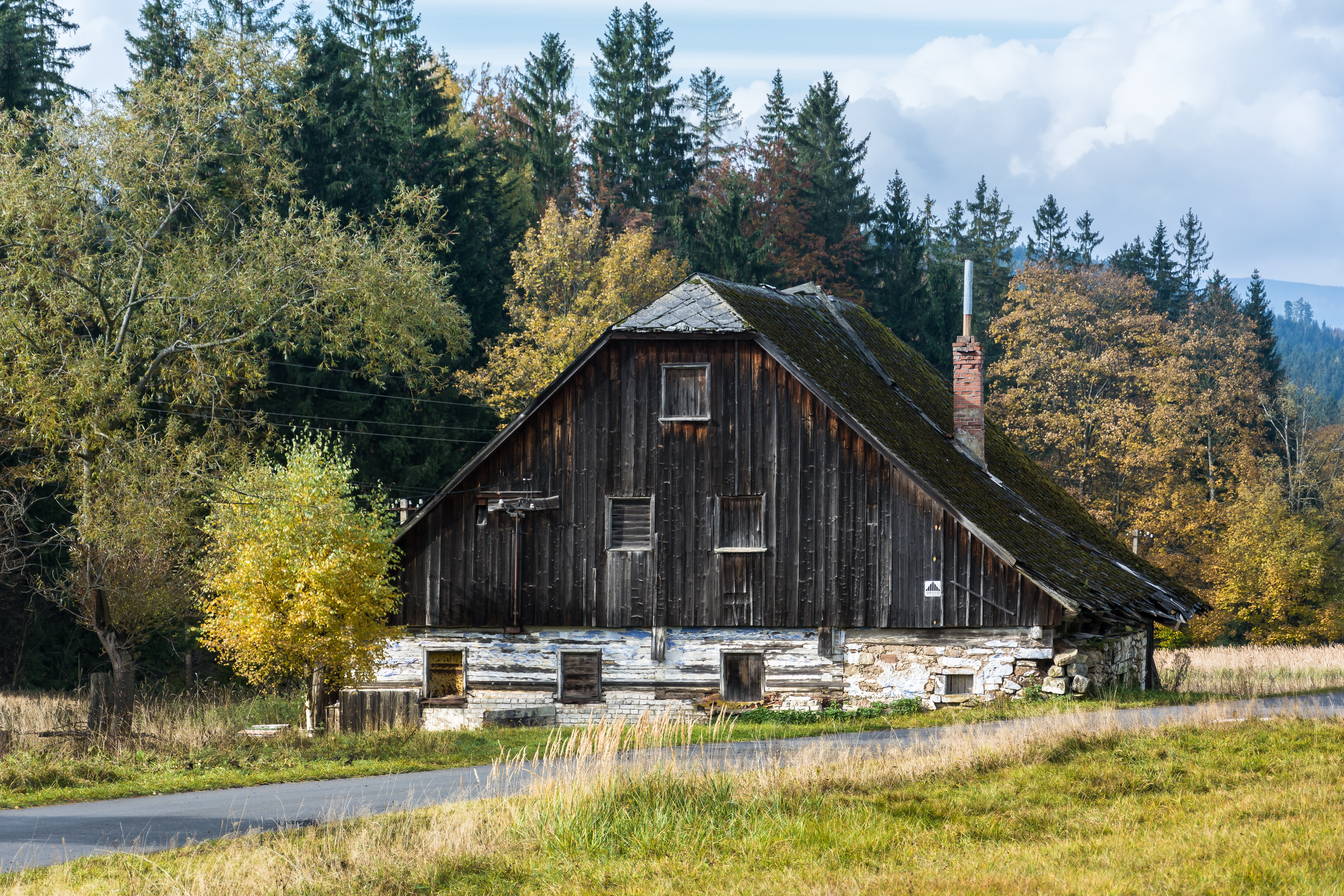
Dom sudecki w Spalonej

Spalona (niem. Brand) – wieś w Polsce w Górach Bystrzyckich, administracyjnie położona w województwie dolnośląskim, w powiecie kłodzkim, w gminie Bystrzyca Kłodzka przy drodze wojewódzkiej nr 389.

## Położenie
Spalona to zanikająca wieś leżąca w Góry Bystrzyckich, na północ od Przełęcz Spalona i drogi wojewódzkiej nr 389, w dolinach potoków Szklarnik i Mała Bystrzyca na wysokości około 680–810 m n.p.m.

## Podział administracyjny
W latach 1975–1998 miejscowość należała administracyjnie do województwa wałbrzyskiego.

## Historia
Spalona została założona przypuszczalnie w XVI wieku na terenie dóbr królewskich, chociaż źródła informują o tym, że już w XIV wieku istniała na tym terenie kopalnia rudy żelaza, przetwarzanej w kuźnicy w Młotach. W XVI i na początku XVII wieku w miejscowości funkcjonowała huta szkła, która później została zniszczona w pożarze. W roku 1717 mistrz szklarski Wolf Preussner odbudował tutejszą hutę szkła. W 1741 roku Spalona została zakupiona przez magistrat Bystrzycy i od tego czasu zaznacza się wyraźny rozwój wsi. W 1840 roku były tu 34 domy, w tym: młyn wodny i 2 gorzelnie. W roku 1864 zbudowano nową drogę prowadzącą do Mostowic, a na Przełęczy Spalona powstała gospoda Hartmanna. W roku 1927 gospoda została przejęta przez Kłodzkie Towarzystwo Górskie i przekształcona w schronisko. Po 1945 roku Spalona znacznie wyludniła się. W latach międzywojennych wieś stała się letniskiem, a w 1938 roku w jej sąsiedztwie zbudowano Autostradę Sudecką.
Obecnie Spalona jest miejscowością rolniczo-letniskową, w 1978 roku było tu 13 gospodarstw rolnych.

## Zabytki
Do wojewódzkiego rejestru zabytków wpisane są:
- rzeźba Ukrzyżowanie, dz. nr 57/2, kam., 1814, nr rej.: B/1934 z 1.07.2008
- rzeźba Ukrzyżowanie, dz. nr 16, kam., kon. XIX, nr rej.: B/1952 z 5.09.200

## Turystyka i rekreacja
We wsi znajduje się schronisko turystyczne PTTK „Jagodna” oraz wyciąg narciarski. Na Przełęczy Spalona znajduje się skrzyżowanie czterech znakowanych szlaków turystycznych.